# Хенсли, Джон
Джон Ка́ртер Хе́нсли II (англ. John Carter Hensley II, род. 29 августа 1977) — американский актёр.
Учился в Колледж Форт-Льюис в Дуранго, в штате Колорадо. До начала актерской карьеры Джон работал на ранчо в штате Вайоминг.

## Карьера
Дебютировал на телеэкране в сериальной комедии «Незнакомцы с конфеткой» (1999 г.) в роли студента. Затем играл в сериалах HBO Клан Сопрано (2000 г.), ABC Madigan Men (2000 г.), Клинок ведьм (2001—2002 г.) и CBS C.S.I.: Место преступления.
Популярность принесла ему роль студента Мэтта Макнамары, сына доктора Шона Макнамары (Дилан Уолш) и Джулии Макнамары (Джоэли Ричардсон) в сериале Части тела, выходящего с 2003 года.
Он также игрок в покер в Мировом туре покера.

## Частичная фильмография
| Год  | Название на русском      | Название на английском | Роль            | Примечания      |
| ---- | ------------------------ | ---------------------- | --------------- | --------------- |
| 2001 | Истории походного костра | Campfire Stories       | Донни           |                 |
| 2006 | 50 таблеток              | Fifty Pills            | Коулман         | Видео           |
| 2007 | Зубы                     | Teeth                  | Брэд            |                 |
| 2008 | Фантомы                  | Shutter                | Адам            |                 |
| 2009 | Цепь                     | Chains                 | Джон            | Короткометражка |
| 2009 | Люди                     | Peoples                | Оливер Андерсон |                 |
| 2011 | Хостел 3                 | Hostel: Part III       | Джастин         | Видео           |
| 2014 | Пассаж                   | Mall                   | Ленни           |                 |

| Год       | Название на русском                | Название на английском         | Роль               | Примечания                       |
| --------- | ---------------------------------- | ------------------------------ | ------------------ | -------------------------------- |
| 1999      | Незнакомцы с конфеткой             | Strangers with Candy           | студент            | Эпизод: «The Trip Back»          |
| 2000      | Мэдиган                            | Madigan Men                    | Люк Мэдиган        | 12 эпизодов                      |
| 2000      | Клан Сопрано                       | The Sopranos                   | Эрик Скатино       | Эпизод: «Беззаботный странник»   |
| 2001—2002 | Клинок ведьм                       | Witchblade                     | Гэбриел Боуман     | 19 эпизодов                      |
| 2003—2010 | Части тела                         | Nip/Tuck                       | Мэтт Макнамара     | 100 эпизодов                     |
| 2005      | Мировой тур покера                 | World Poker Tour               | играет самого себя | Эпизод: «Hollywood Home Game 34» |
| 2007      | C.S.I.: Место преступления         | CSI: Crime Scene Investigation | Джесси Хоттман     | Эпизод: «Индустрия встреч»       |
| 2013      | Сыны анархии                       | Sons of Anarchy                | Йейтс              | Эпизод: «Wolfsangel»             |
| 2017—2018 | Как избежать наказания за убийство | How to Get Away with Murder    | Рональд Миллер     | 11 эпизодов                      |
| 2018      | 9-1-1                              | 9-1-1                          | Дэвид              | Эпизод: «A Whole New You»        |